# توم فان أسبروك
توم فان أسبروك (بالفرنسية: Tom Van Asbroeck)‏ (و. 1990 – م) هو راكب دراجة هوائية، من بلجيكا، ولد في الست.

## سباقات أو مراحل فاز بها
| التاريخ        | السباق                                          | المركز                                                                    |
| -------------- | ----------------------------------------------- | ------------------------------------------------------------------------- |
| 02 يوليو 2011  | أوملوب هيت نيووسبلاد بيلوفتن 2011               | الفائز في التصنيف العام                                                   |
| 01 يناير 2012  | سباق الطريق لأقل من 23 سنة في بطولة العالم 2012 |                                                                           |
| 10 مارس 2012   | روند فان درينثي 2012                            | السابع في التصنيف العام                                                   |
| 17 مارس 2012   | لوار أتلانتيك الكلاسيكي 2012                    | التاسع في التصنيف العام                                                   |
| 01 يناير 2013  | جائزة جان بيير مونسيري الكبرى 2013              | الفائز في التصنيف العام                                                   |
| 11 أغسطس 2013  | سباق النرويج 2013                               | الثاني في تصنيف أفضل شاب، الخامس في تصنيف النقاط، السادس في التصنيف العام |
| 18 أغسطس 2013  | طواف ديف يغد 2013                               | التاسع في التصنيف العام                                                   |
| 01 يناير 2014  | طواف أندلوسيا 2014                              |                                                                           |
| 01 يناير 2014  | طواف أوروبا للدراجات 2014                       | الفائز في التصنيف العام                                                   |
| 19 مارس 2014   | سباق نوكير كويرز 2014                           |                                                                           |
| 23 مارس 2014   | جي بي دي شوليه-باي دو لوار 2014                 | الفائز في التصنيف العام                                                   |
| 24 يوليو 2014  | 2014 Grote Prijs Beeckman-De Caluwé             | الفائز في التصنيف العام                                                   |
| 27 أغسطس 2014  | دريفينكويرز أوفيريجز 2014                       |                                                                           |
| 07 سبتمبر 2014 | جي بي دي فورميس 2014                            |                                                                           |
| 14 سبتمبر 2014 | غروت بريجس جيف شيرنز 2014                       |                                                                           |
| 03 أكتوبر 2014 | طواف مونستر 2014                                |                                                                           |
| 14 أكتوبر 2014 | 2014 Nationale Sluitingsprijs                   |                                                                           |
| 01 يناير 2015  | هيستسي بيجل 2015                                |                                                                           |
| 06 أكتوبر 2015 | بينشي-شيمي-بينشي 2015                           |                                                                           |
| 13 أكتوبر 2015 | 2015 Nationale Sluitingsprijs                   |                                                                           |
| 14 أغسطس 2016  | سباق النرويج 2016                               | الأول في تصنيف الجبال                                                     |
| 26 أغسطس 2016  | تور دو بويتو-شارنتيس 2016                       |                                                                           |
| 19 يوليو 2018  | 2018 Grote Prijs Beeckman-De Caluwé             | الفائز في التصنيف العام                                                   |
| 28 أغسطس 2019  | دريفينكويرز أوفيريجز 2019                       |                                                                           |
| 31 أغسطس 2019  | 2019 Omloop Mandel-Leie-Schelde                 |                                                                           |
| 08 أكتوبر 2019 | بينشي-شيمي-بينشي 2019                           | الفائز في التصنيف العام                                                   |
| 16 أغسطس 2022  | 2022 Heusden Koers                              | الفائز في التصنيف العام                                                   |

## روابط خارجية
- توم فان أسبروك على موقع الاتحاد الدولي للدراجات (الإنجليزية)
- توم فان أسبروك على موقع أرشيف الدراجات (الإنجليزية)
- توم فان أسبروك على موقع إحصائيات الدراجات الإحترافية (الإنجليزية)
- توم فان أسبروك على موقع نسبة الدراجات (الإنجليزية)
- توم فان أسبروك على موقع CycleBase (الإنجليزية)